# Slizké
Slizké é um município da Eslováquia, situado no distrito de Rimavská Sobota, na região de Banská Bystrica. Tem 8,32 km² de área e sua população em 2018 foi estimada em 239 habitantes.

## Demografia
| Ano:        | 1994 | 2004   | 2014    | 2024    |
| ----------- | ---- | ------ | ------- | ------- |
| Broj ljudi: | 134  | 138    | 214     | 265     |
| Razlika:    |      | +2,98% | +55,07% | +23,83% |

| Ano:               | 2023 | 2024   |
| ------------------ | ---- | ------ |
| Número de pessoas: | 255  | 265    |
| Diferença:         |      | +3,92% |